# 炉边谈话

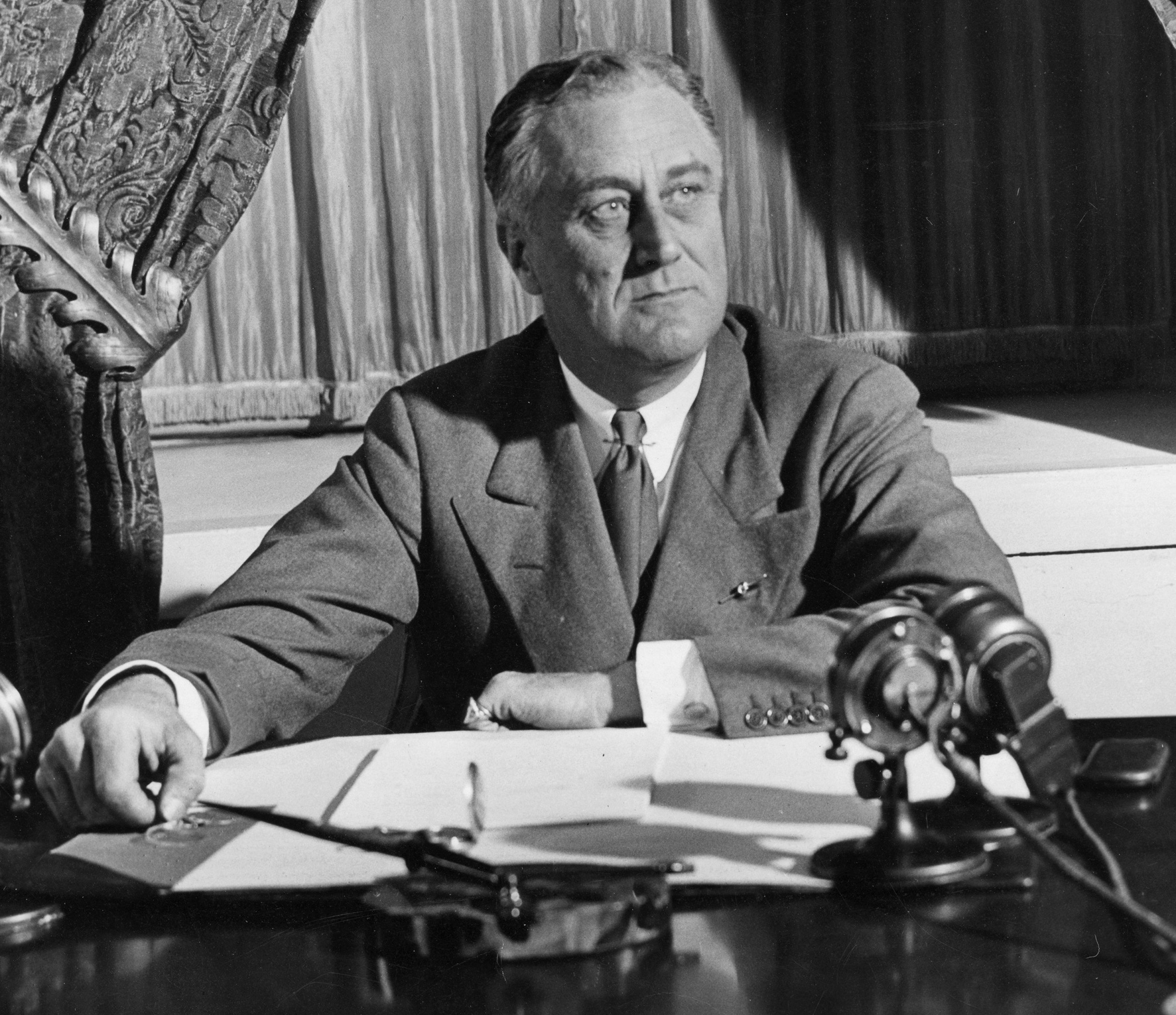
罗斯福在进行炉边谈话

炉边谈话（Fireside Chats）是由美国总统富兰克林·罗斯福所开创的广播发言形式。1933年3月12日，罗斯福在他的第一次新闻广播演说前的准备活动上对到访记者们说，不想把讲话搞得太严肃，希望亲切一些。CBS驻华府办事处主任哈里·布彻便随口说，既然这样就叫炉边谈话好了。从此，炉边谈话就成为罗斯福发表广播演说的正式名称，一直沿用下来。

## 影响
罗斯福被公认为是美国历史上最会利用新闻媒介的政治家之一，进行初次炉边谈话的背景，正值美国1930年代大萧条时期，罗斯福也利用刚刚兴起的广播媒介，用“谈话”而非“讲话”的形式将自己自信宏亮的声音传遍全国，带进千家万户，一下子就将总统与民众的感情拉近了，从而在心理上造成了一种休戚与共的神圣感。每当听到炉边谈话，人们就仿佛看见脸上挂满笑容的罗斯福，所以有人说，“华盛顿与他们的距离，不比起居室里的收音机远”。甚至有民众将他的照片剪下来，贴在收音机上。炉边谈话取得的巨大影响，成为了广播史上的一个传奇。此后罗斯福将这种形式延续下来，一直到他去世。
罗斯福对于广播的偏好使得很多报刊记者感到不平，正如后来約翰肯尼迪对电视的热衷，罗斯福的炉边谈话也因此成为政府公关的范例之一。

## 历次炉边谈话
1. On the Bank Crisis - 1933年3月12日，星期日。
2. Outlining the New Deal Program - 1933年5月7日，星期日。
3. On the Purposes and Foundations of the Recovery Program - 1933年7月24日，星期一。
4. On the Currency Situation - 1933年10月22日，星期日。
5. Review of the Achievements of the Seventy-third Congress - 1934年6月28日星期四。
6. On Moving Forward to Greater Freedom and Greater Security - 1934年9月30日，星期日。
7. On the Works Relief Program - 1935年4月28日，星期日。
8. On Drought Conditions - 1936年9月6日，星期日。
9. On the Reorganization of the Judiciary - 1937年3月9日，星期二。
10. On Legislation to be Recommended to the Extraordinary Session of the Congress - 1937年10月12日，星期二。
11. On the Unemployment Census - 1937年11月14日，星期日。
12. On Economic Conditions - 1938年4月14日，星期四。
13. On Party Primaries - 1938年6月24日，星期五。
14. On the European War -  1939年9月3日，星期日。
15. On National Defense - 1940年5月26日，星期日。
16. On National Security - 1940年12月29日，星期日。
17. Announcing Unlimited National Emergency - 1941年5月27日，星期二 (最长的一次炉边谈话)。
18. On Maintaining Freedom of the Seas - 1941年9月11日,，星期四。
19. On the Declaration of War with Japan - 1941年12月9日,，星期二。
20. On Progress of the War - 1942年2月23日,，星期一。
21. On Our National Economic Policy - 1942年4月28日，星期二。
22. On Inflation and Progress of the War - 1942年9月7日，星期一。
23. Report on the Home Front - 1942年10月12日，星期一。
24. On the Coal Crisis -  1943年5月2日,星期日。
25. On Progress of War and Plans for Peace - 1943年7月28日，星期三。
26. Opening Third War Loan Drive - 1943年9月8日，星期三。
27. On Tehran and Cairo Conferences - 1943年12月24日，星期五。
28. State of the Union Message to Congress - 1944年1月11日，星期二。
29. On the Fall of Rome - 1944年6月5日，星期一。
30. Opening Fifth War Loan Drive - 1944年6月12日，星期一。